# Commelle
Commelle ist eine Ortschaft und eine Commune déléguée in der französischen Gemeinde Porte-des-Bonnevaux mit 1.023 Einwohnern (Stand: 1. Januar 2022) im Département Isère in der Region Auvergne-Rhône-Alpes. 
Die Gemeinde Commelle wurde am 1. Januar 2019 mit Nantoin, Semons und Arzay zur Commune nouvelle Porte-des-Bonnevaux zusammengeschlossen. Sie gehörte zum Arrondissement Vienne und zum Gemeindeverband Bièvre Isère.

## Geografie
Commelle liegt etwa 29 Kilometer ostsüdöstlich von Vienne. Im Nordwesten der Commune déléguée entspringt die Gère. Umgeben wurde die Gemeinde Commelle von den Nachbargemeinden Châtonnay im Norden, Nantoin im Osten, La Côte-Saint-André im Süden und Südosten, Ornacieux im Süden und Südwesten sowie Semons im Westen.

## Bevölkerungsentwicklung
| Jahr                       | 1962 | 1968 | 1975 | 1982 | 1990 | 1999 | 2006 | 2017 |
| Einwohner                  | 408  | 401  | 436  | 518  | 563  | 598  | 662  | 943  |
| Quellen: Cassini und INSEE |      |      |      |      |      |      |      |      |